# ユー・メイク・ラヴィング・ファン
「ユー・メイク・ラヴィング・ファン」（You Make Loving Fun）は、フリートウッド・マックが1977年に発表した楽曲。クリスティン・マクヴィーが作詞作曲しリード・ボーカルをつとめている。

## 概要
1976年2月、フリートウッド・マックはアルバム制作のためカリフォルニア州サウサリートのレコード・プラント・スタジオに入るが、クリスティン・マクヴィーは一曲も用意していなかった。『Q』誌のインタビューでマクヴィーは次のように述べている。
マクヴィーはグループのライティングディレクターのカリー・グラントと深い仲になるが、「ユー・メイク・ラヴィング・ファン」はその経験を元に書かれた。彼女は面倒を避けるためメンバーで夫のジョン・マクヴィーに対し、飼っている犬についての歌だと説明した。
1977年2月4日に発売されたアルバム『噂』に収録。同9月30日、イギリスでシングルA面として発売（B面は「もう帰らない」）。そして10月5日、米国でシングルA面として発売された（B面は「ゴールド・ダスト・ウーマン」）。
Billboard Hot 100の9位、ビルボードのイージーリスニングチャートの28位、カナダRPMの7位を記録した。
2013年に発売された『噂』の35周年記念盤スーパー・デラックス・エディションに、「Sessions, Roughs & Outtakes」バージョンが収録された。
2023年9月8日、2枚組のライブ・アルバム『噂～ライヴ』が発売。1977年8月29日から31日にかけてロサンゼルスのフォーラムで行われた公演のうち18曲が収録され、「ユー・メイク・ラヴィング・ファン」もその中に含まれた。

## 演奏者
- クリスティン・マクヴィー - エレクトリックピアノ、クラビネット、ハモンドオルガン、リード・ボーカル
- リンジー・バッキンガム - エレクトリック・ギター、トムトム、バッキング・ボーカル
- スティーヴィー・ニックス - バッキング・ボーカル
- ジョン・マクヴィー - ベース
- ミック・フリートウッド - ドラムズ、ウィンドチャイム、カスタネット、タンバリン